# Saint Chamond-Mondragón
El Saint-Chamond/Mondragón era un cañón de campaña de 75 mm. Su diseño y especificaciones fueron realizados por el diseñador de armas mexicano general Manuel Mondragón en 1890.

## Historia
Sin embargo, México no tenía, en aquel entonces, la capacidad industrial para construir el número de cañones de campaña requeridos por el ejército mexicano, por lo que se encargó el diseño de detalle y su producción al fabricante de armas francés Compagnie des Forges et Aciéries de la Marine et d'Homécourt (FAMH) St. Chamond sito en la localidad de Saint Chamond. El diseño de detalle del cañón de campaña St-Chamond fue completado por un equipo encabezado por el teniente coronel Émile Rimailho, Director Técnico de dicha firma. Los trabajos de diseño del 75 mm al parecer fueron completados alrededor de 1905-06, construyéndose para el ejército mexicano como unas 100 piezas, -aunque este número es incierto- que fueron entregados en 1910, antes del inicio de la Revolución mexicana , siendo ampliamente utilizado por algunas de las diferentes fuerzas implicadas.
En mayo de 1915, el ejército francés ordenó 200 piezas Saint Chamond 75mm, las armas fueron entregadas en 1916, no se sabe con certeza si fueron enviadas a unidades operativas, por lo que "Mle 1915" parece ser una designación informal. Estos cañones utilizaban la misma munición que el Canon de 75 mm modèle 1897, aunque, no se sabe si esto es cierto para las armas mexicanas. La mayoría, sino todas las piezas de las ordenadas por los franceses, se instalaron más tarde en los tanques Saint Chamond.
Terminada la Revolución mexicana (1910-1921), el Ejército Mexicano asignó sus piezas a regimientos de artillería de campaña y antitanque, utilizándolos hasta finales de la década de los 40s, cuando fue reemplazado por obuseros adquiridos de los Estados Unidos. Actualmente se conservan varios ejemplares que son empleados para la recreación de eventos históricos. Una pieza se encuentra exhibida en el acceso al Museo de Caballería en la Ciudad de México, otra más en el patio del Museo del Ejército y Fuerza Aérea Mexicana en Guadalajara, Jalisco.
Israel compró una serie de ejemplares a México en 1948 y los utilizó en la guerra árabe-israelí. Debido a su origen mexicano, el arma fue conocida en Israel como "cucaracha". Tres piezas supervivientes están en exhibición en los museos israelíes: dos en el museo Batey ha-OSEF en Tel Aviv, y otro en el museo Beit ha-Gdudim Museum en Moshav Avihayil.